# マイバッハ
マイバッハ（ドイツ語: Maybach）は、1909年にドイツで創業したエンジン製造会社である。
高級車メーカーとしても活動した時期を経て、1966年にはダイムラー・ベンツの傘下となり、1969年にはMotoren und Turbinen Unionと改名された。2002年にはダイムラー・クライスラー（現・メルセデス・ベンツ・グループ）における超高級車ブランドとして復活している。
本項目では主としてブランド・商品名に関して記述する。エンジン製造会社としての記述はMTUフリードリヒスハーフェン、MTUエアロ・エンジンズを参照。

## 歴史

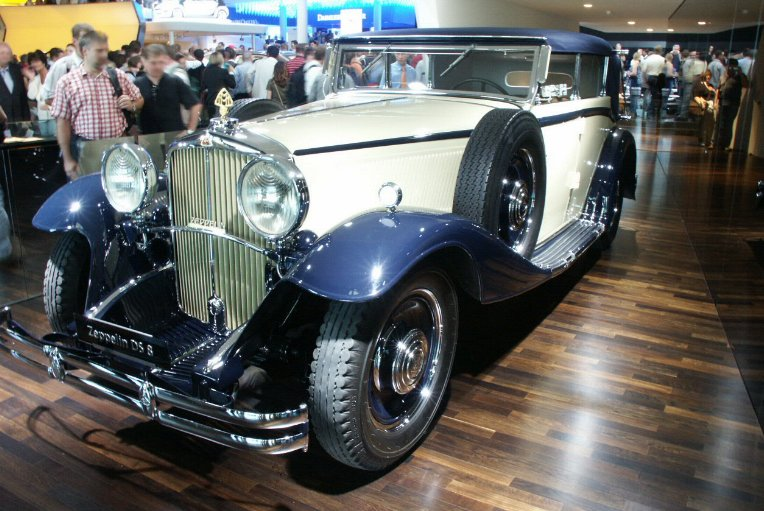
マイバッハ・ツェッペリン DS8

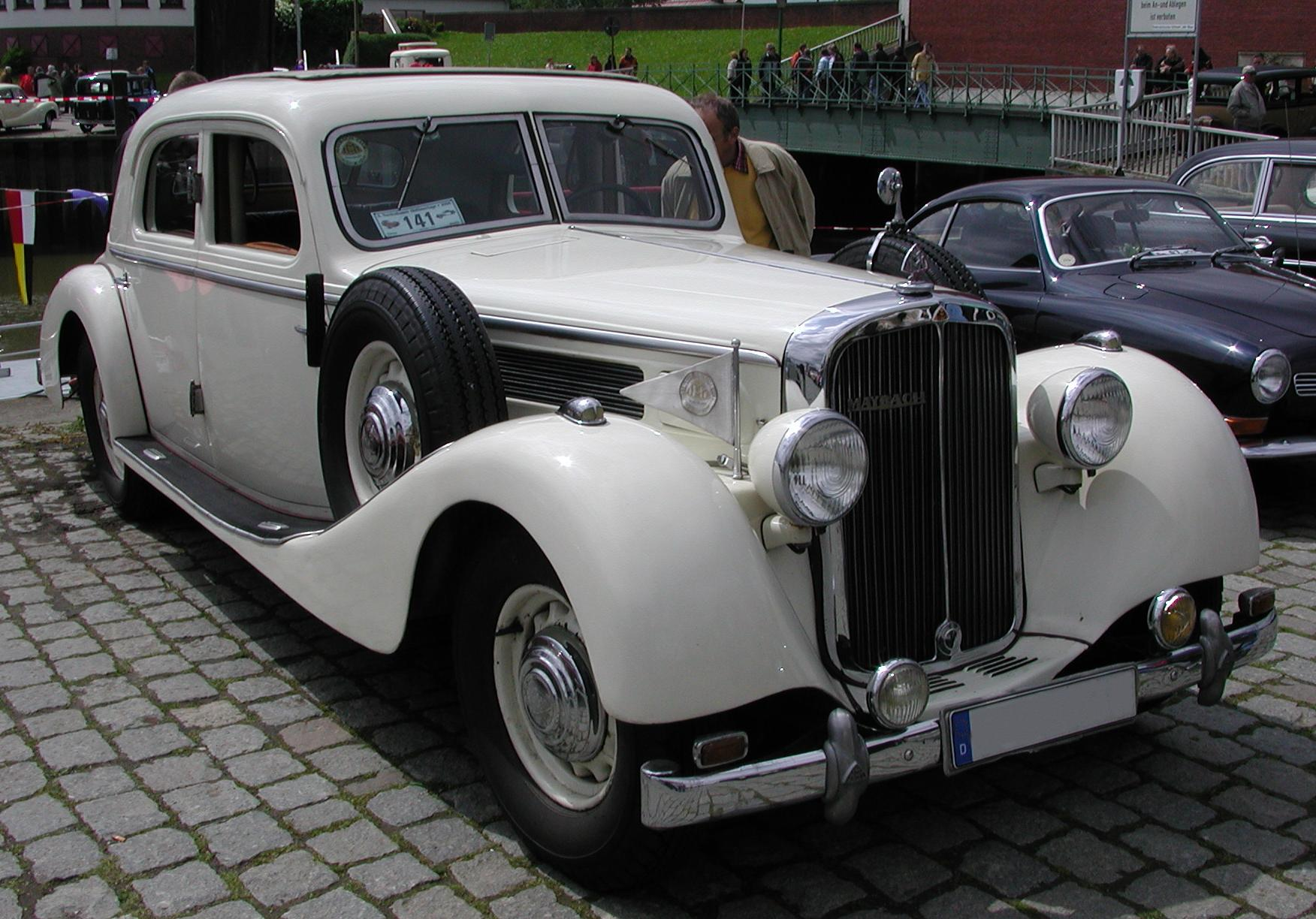
マイバッハSW42 1939

ゴットリープ・ダイムラーとともにエンジン研究を行っていたヴィルヘルム・マイバッハが 1909年に息子であるカール・マイバッハと設立したのが始まりである。
ヴィルヘルムは当時のダイムラー社の主任技師として、1901年に発売されたメルセデス第1号車を設計。1909年にダイムラー社を去り、ツェッペリン伯爵のために会社を設立 (Maybach-Motorenbau GmbH) した。飛行船ツェッペリン号に搭載されたV型12気筒エンジンを製作していたのはマイバッハであり、これにより世にその名を知らしめることとなった。
1920年代から1930年代にかけてマイバッハ社は高級車を設計・販売していた。その位置づけは極めて高く、代表的な車種であるマイバッハ・ツェッペリンの価格は36000RMで、当時のドイツの最高級車であるグローサー・メルセデス770 (41000RM) に次ぐものであった。
第一次世界大戦後は自動車や鉄道車両用のエンジンを製作した。1935年以降第二次世界大戦終結までドイツ軍戦車のガソリンエンジンは、ほぼマイバッハが独占していた。
1952年のカール・マイバッハ引退を期にダイムラー・ベンツが 50%の株式を所有するようになり、後に傘下に納められた。その後身であるMTUは鉄道車両、船舶、軍用車両、産業用などに向けたディーゼルエンジンの製造を行っている。
日本においては、国鉄DD91形、DD54形ディーゼル機関車、JR貨物DF200形ディーゼル機関車にエンジンが使用されている。

### 車種
- マイバッハ・ツェッペリン DS8
- マイバッハ・SW 42

## メルセデス・マイバッハ

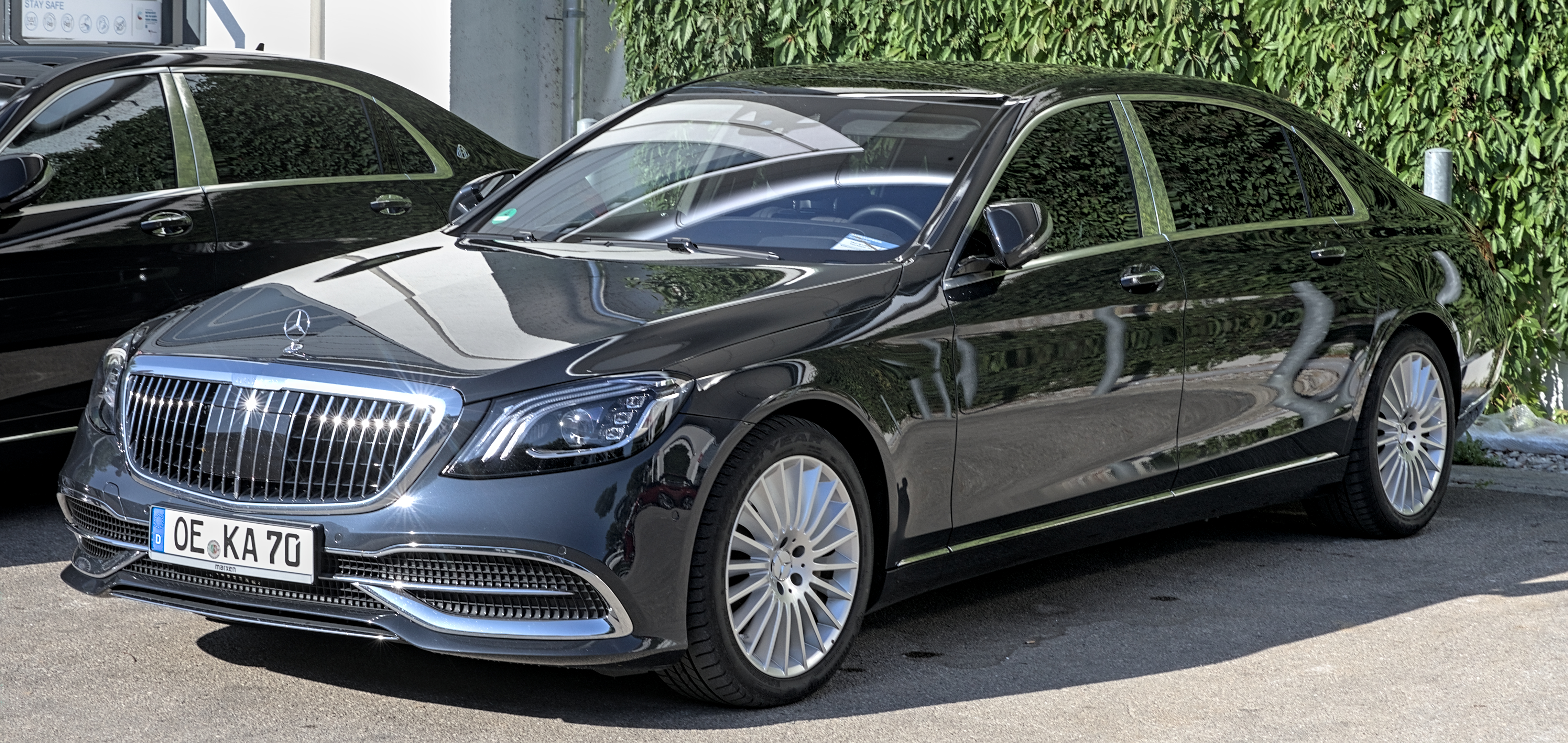
メルセデス・マイバッハ・Sクラス（2021年）

2012年にブランド廃止となったマイバッハであったが、2014年にロサンゼルスで開催されたロサンゼルスオートショーにて、メルセデスのサブブランド「メルセデス・マイバッハ」(Mercedes-Maybach) として復活した。
2016年現在のラインナップは「メルセデス・マイバッハS500」「メルセデス・マイバッハS500 4MATIC」「メルセデス・マイバッハS600」の3モデルである。なお「S500」は、日本市場では「S550」に名称を変更して販売されている。
各車種ともにW222型Sクラス（ロングホイールベース車）の後席部分を約200 mm延長したモデルであり、車体前後のデザインは変えておらず、事実上Sクラスのストレッチリムジン版である。2015年のジュネーヴ・ショーでは、さらにホイールベースを1,053 mm伸ばし、全高も約100 mm高くし、対面式4座の後席を持つ「メルセデス・マイバッハ・プルマン」が発表された。販売開始は2016年から、価格は50万ユーロからと公表された。
メルセデス・マイバッハのモデルには、通常のモデルとともに、攻撃や爆発などからの乗員保護を目的に特別設計された要人向けの防弾車も用意されており、2016年2月に「メルセデス・マイバッハS600」をベースにした「メルセデス・マイバッハS600ガード」 が発表され、9月には「メルセデス・マイバッハ・S600プルマン」をベースにした「メルセデス・マイバッハ・S600プルマン・ガード」 も発表された。
なお、サブブランド化に際し、ノーズにはベースとなったSクラス同様にスリーポインテッド・スターが装着され、Bピラーと後部座席ドアの縁と車体下部に金属のメッキが施され、マイバッハのエンブレムはCピラーに配される。また、リアの左側に「MAYBACH」の、右側にはモデル名のエンブレムが配されている。これはAMG GT以降のモデルにおけるメルセデスAMGの車種と同様である。
2016年には、メルセデスAMG・S65カブリオレをベースとした4座オープンカー「メルセデス・マイバッハS650カブリオレ」を発表。同年11月16日に開幕されたロサンゼルス・モーターショーにてワールドプレミアされた。これはS65カブリオレの動力系はそのままに、内外装をさらに豪華にしたモデルである。リムジンモデル同様、各所にマイバッハのエンブレムが配される。全世界で限定300台のみの販売とされる。
2017年2月、メルセデス・ベンツ・Gクラスをベースとした「メルセデス・マイバッハG650ランドレー」が公表された。メルセデスAMG・G65をベースとし、脚周りにポータルアクスルを採用。地上高を450 mmまで上げ、悪路走破性をさらに向上。またホイールベースを60cm延長し、2人掛けとされた後席にはマイバッハのサルーンと同様のリクライニング可能シートが装備されている。前席と後席の間にはガラス製の格納式パーティションを備え、インフォテインメント・システムや後席専用エアコンシステムも装備される。後席の頭上は開閉式電動ファブリックトップとされており、自動車メーカー製高級SUVとしては随一の4座ランドレーとなる。3月に開かれるサロン・アンテルナショナル・ド・ロトで初公開予定。また販売台数は世界限定99台の予定。
| モデル                     | Mercedes-Maybach S500               | Mercedes-Maybach S500 4MATIC        | Mercedes-Maybach S600               |
| -------------------------- | ----------------------------------- | ----------------------------------- | ----------------------------------- |
| トランスミッション         | 電子制御9速AT (9G-TRONIC)           | 電子制御9速AT (9G-TRONIC)           | 電子制御7速AT (7G-TRONIC PLUS)      |
| 駆動方式                   | 後輪駆動                            | 四輪駆動                            | 後輪駆動                            |
| エンジン型式               | 278                                 | 278                                 | 277                                 |
| 種類・シリンダー数         | DOHC V型8気筒 直噴 ツインターボ     | DOHC V型8気筒 直噴 ツインターボ     | SOHC V型12気筒 ツインターボ         |
| 排気量                     | 4,663 cc                            | 4,663 cc                            | 5,980 cc                            |
| 最高出力                   | 335 kW (455 PS) 5,250 - 5,500 rpm   | 335 kW (455 PS) 5,250 - 5,500 rpm   | 390 kW (530 PS) 4,900 - 5,300 rpm   |
| 最大トルク                 | 700 Nm (71.3 kgm) 1,800 - 3,500 rpm | 700 Nm (71.3 kgm) 1,800 - 3,500 rpm | 830 Nm (84.6 kgm) 2,300 - 4,300 rpm |
| 欧州エミッション規制       | 207 Euro 6 C                        | 219 Euro 6 D                        | 274 Euro 6 F                        |
| 販売価格（税抜）           | 113,250.00ユーロ                    | 116,450.00ユーロ                    | 158,450.00ユーロ                    |
| 販売価格（付加価値税込み） | 134,767.50ユーロ                    | 138,575.50ユーロ                    | 188,555.50ユーロ                    |

### 日本における販売
2015年2月25日に「メルセデス・マイバッハ・Sクラス」が発表され、同日発売。価格はいずれも消費税込で「メルセデス・マイバッハ S550」が2,200万円、「メルセデス・マイバッハ S600」が2,600万円。なお、原則として前述の専用ショールームのみでの販売とされた57 / 62と異なり、全国各地のメルセデス・ベンツ正規ディーラーでの販売となる。
同年9月10日には、四輪駆動モデル「メルセデス・マイバッハ S550 4MATIC」を追加発売し、既存の「メルセデス・マイバッハ S550」を従来の左ハンドル仕様から新たに右ハンドル仕様へと変更した。「メルセデス・マイバッハ S550 4MATIC」（左ハンドル専用設計）の価格は、価格を据え置いた同S550と同じ2,200万円だが、S550には標準装備の「マジックボディコントロール」が未装備（オプション装着も不可）という違いがある。なお、S600は左ハンドル仕様のみとされている。
2016年9月15日には、「メルセデス・マイバッハ S 600 プルマン」が追加発売された。販売は一部のメルセデス・ベンツ正規販売店のみを通じてであり、最短12ヶ月の納期を要する完全受注生産。加えて日本市場向け販売台数自体が僅少であると発表されている。価格は8,800万円。
2017年1月16日には、特別仕様車「メルセデス・マイバッハ S 650 カブリオレ」が発売された。世界限定300台のうち、日本市場への割り当ては4台。このうちの1台は、広報写真と同じボディカラーとなる限定仕様（ボディカラー：ジルコンレッド、インテリアカラー：ポーセレン/サドルブラウン、インテリアトリム：designoマグノリアナットブラウン、ソフトトップ：ベージュ）が設定され、残りの3台はボディカラー（16色）・インテリアカラー（10色）・インテリアトリム（4種）・ソフトトップ（5色）から、3,000通り以上の組み合わせから選択するオーダーメイドとなる。価格は4,420万円。なお、注文受付は発表日から同年1月31日までの期間限定となる。
2021年7月1日に「メルセデス・マイバッハ・Sクラス」の日本仕様がフルモデルチェンジ（同日より先行予約の受付を開始、納車は11月以降を予定）。日本仕様では4輪駆動モデルのみとなり、マイバッハで初となるISG（インテグレーテッド・スターター・ジェネレーター）と48V電気システムを搭載した「メルセデス・マイバッハ S 580 4MATIC」と、最高出力612 PS (450 kW) ・最大トルク91.8 kgf・m（900 N・m）のパワースペックを備える6.0L・V型12気筒のツインターボエンジンM279型を搭載した「メルセデス・マイバッハ S 680 4MATIC」がラインアップされ、価格は消費税込で「メルセデス・マイバッハ S 580 4MATIC」が2,648万円、「メルセデス・マイバッハ S 680 4MATIC」が3,201万円となる。併せて、GLSをベースにしたSUVモデルとして、「メルセデス・マイバッハ GLS 600 4MATIC」も発表された。
2022年7月29日に、マイバッハ創立100周年を記念した特別仕様車「メルセデス・マイバッハ GLS 600 4MATIC Edition 100」が発表された。外観はボディカラーにハイテックシルバーとノーティックブルーの専用ツートーンペイントが採用され、足元には専用デザインの23インチダークプラチナムグロスディッシュホイール（鍛造）を装着。内装はシートとルーフライナーにナッパレザーのクリスタルホワイト（シートはシルバーグレーとのコンビ仕様）を、インテリアトリムにハイグロスブラックフローイングラインピアノラッカーウッドがそれぞれ採用された。世界限定100台のうち日本では31台限定で発売し、価格は10%相当の消費税込で3,570万円。併せて、部品供給不足などにより一時休止していたカタログモデル「メルセデス・マイバッハ GLS 600 4MATIC」の注文受付を再開したことも発表。納車は特別仕様車・カタログモデル共に同年8月となる。
同年12月15日に、マイバッハ創立100周年記念特別仕様車の第2弾として、「メルセデス・マイバッハ S 680 4MATIC Edition 100」が発表された。外観は「GLS 600 4MATIC Edition 100」同様にハイテックシルバーとノーティックブルーの専用ツートーンペイントを採用し、足元に専用デザインの20インチダークプラチナムグロスディッシュホイール（鍛造）を装備。内装はベースモデルにオプション設定されている「MANUFAKTURレザーエクスクルーシブパッケージ」が標準装備され、シートにはナッパレザーのクリスタルホワイト/シルバーグレーパール、ルーフライナーにナッパレザーのクリスタルホワイト、インテリアトリムにピアノラッカーフローイングラインがそれぞれ採用された。世界限定100台のうち、日本では6台限定発売され、価格は10%程度の消費税込で4,200万円。なお、予約注文は同年12月25日までで、納車は2023年1月以降となる。
2023年1月26日に、特別仕様車「Limited Edition MayBach by Virgil Abloh（リミテッド エディション マイバッハ バイ ヴァージル アブロー）」が発表された。「メルセデス・マイバッハ S 680 4MATIC」をベースに、故ヴァージル・アブローとのコラボレーションによるコンセプトモデル「Project MAYBACH」をモチーフに、外観はボディカラーにコロラドベージュ（ソリッド）とオブシディアンブラック（メタリック）の専用ツートーンペイントを採用し、足元には専用コロラドベージュペイント20インチディッシュホイール（鍛造）を装備。内装も外観とカラーリングを揃え、コロラドベージュのインテリアトリムとブラックのナッパレザールーフライナーを組み合わせ、Virgil Ablohロゴ入りのセンターコンソール・イルミネーテッドステップカバー・クッション、専用MBUXメニュー画面、Burmesterハイエンド4Dサラウンドサウンドシステムなどを特別装備した。世界限定150台のうち、日本では13台限定販売され、価格は10%程度の消費税込で5,600万円。発表当日より予約注文受付が開始され、期間は1ヶ月間だが、限定台数以上の申込があった場合は抽選となる。納車は同年5月以降となる。

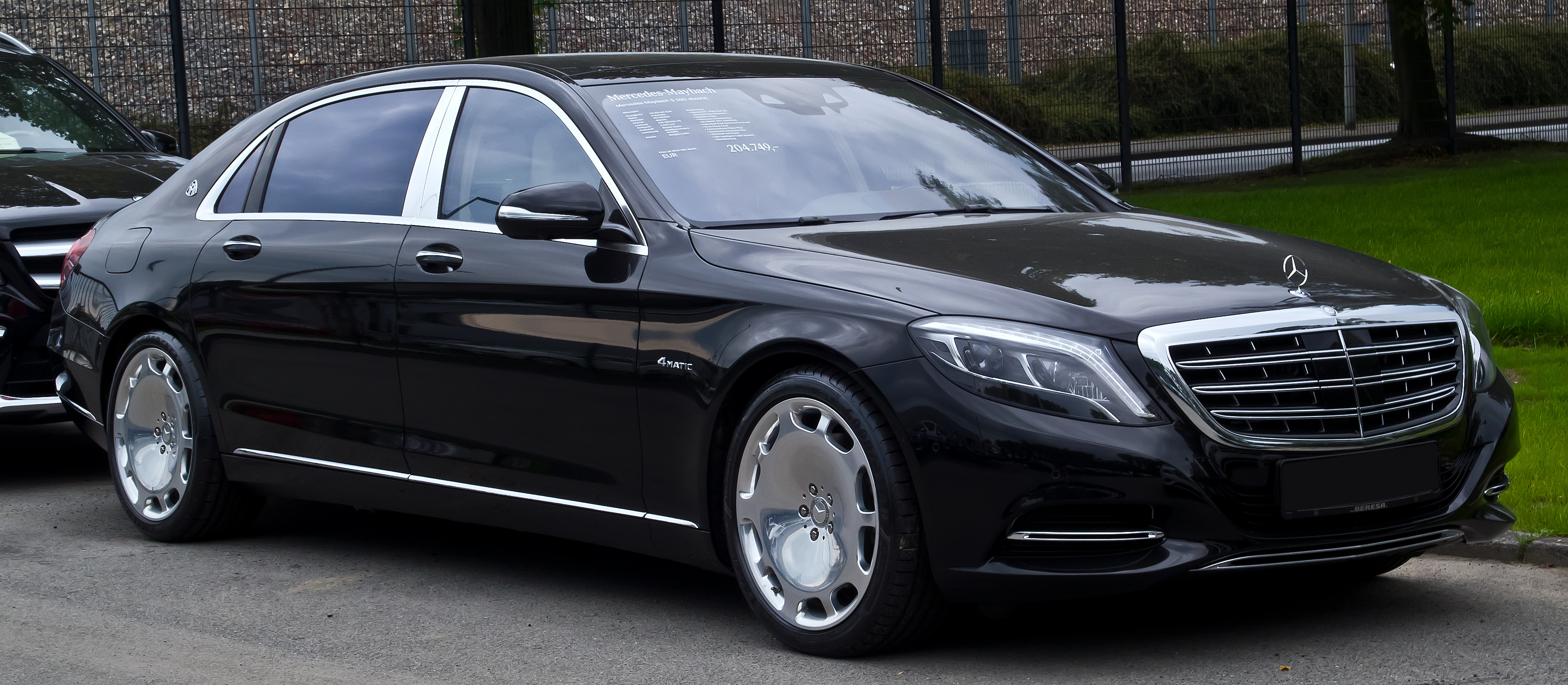
メルセデス・マイバッハ S500 4MATIC（2015年）
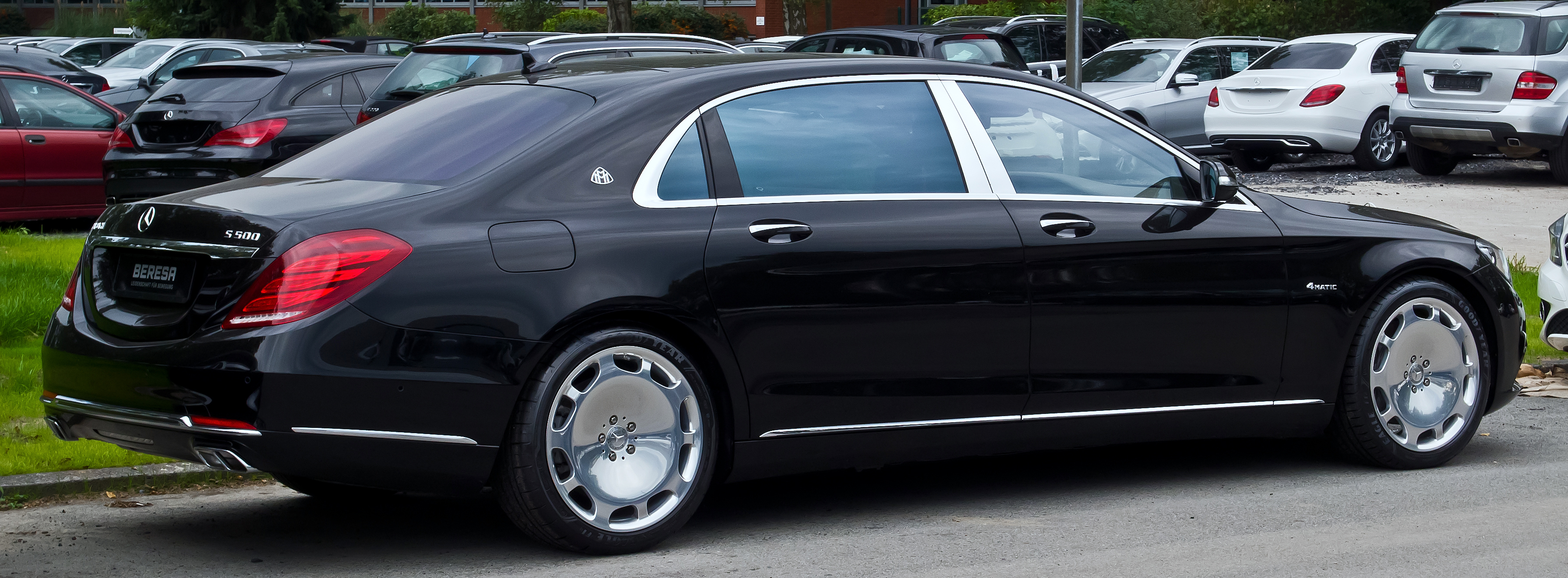
メルセデス・マイバッハ S500 4MATIC（2015年）
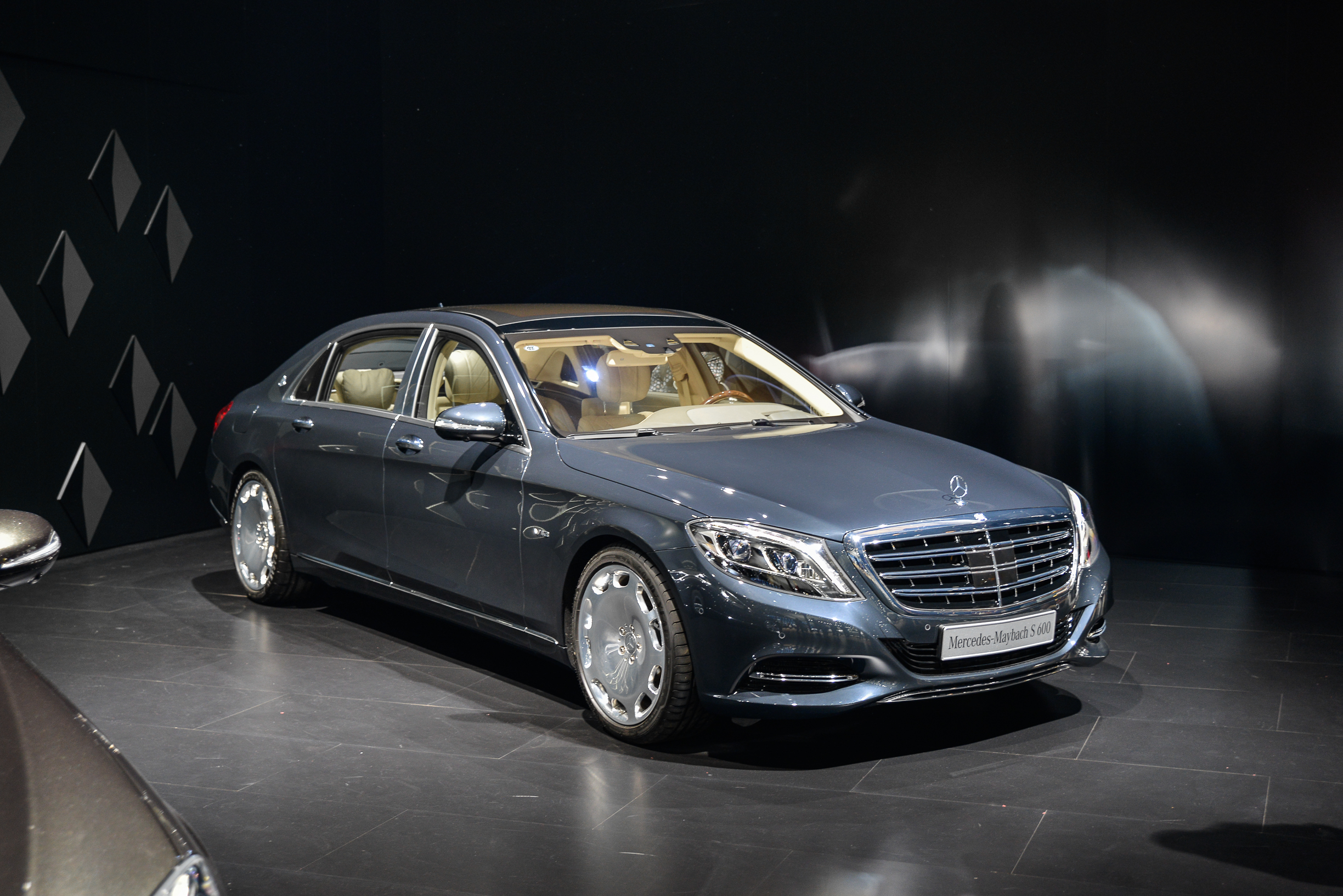
メルセデス・マイバッハ S600（2015年）
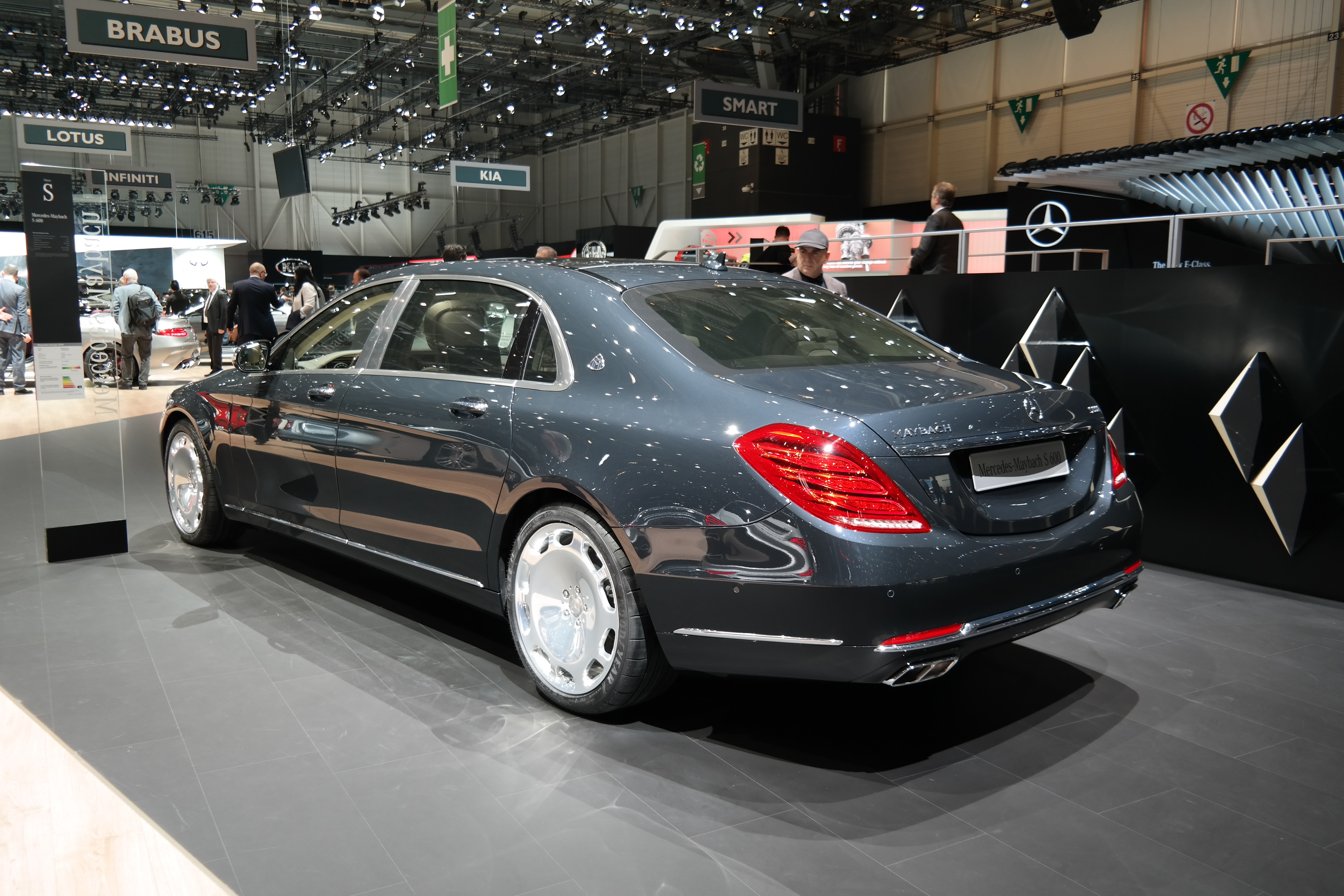
メルセデス・マイバッハ S600（2016年）
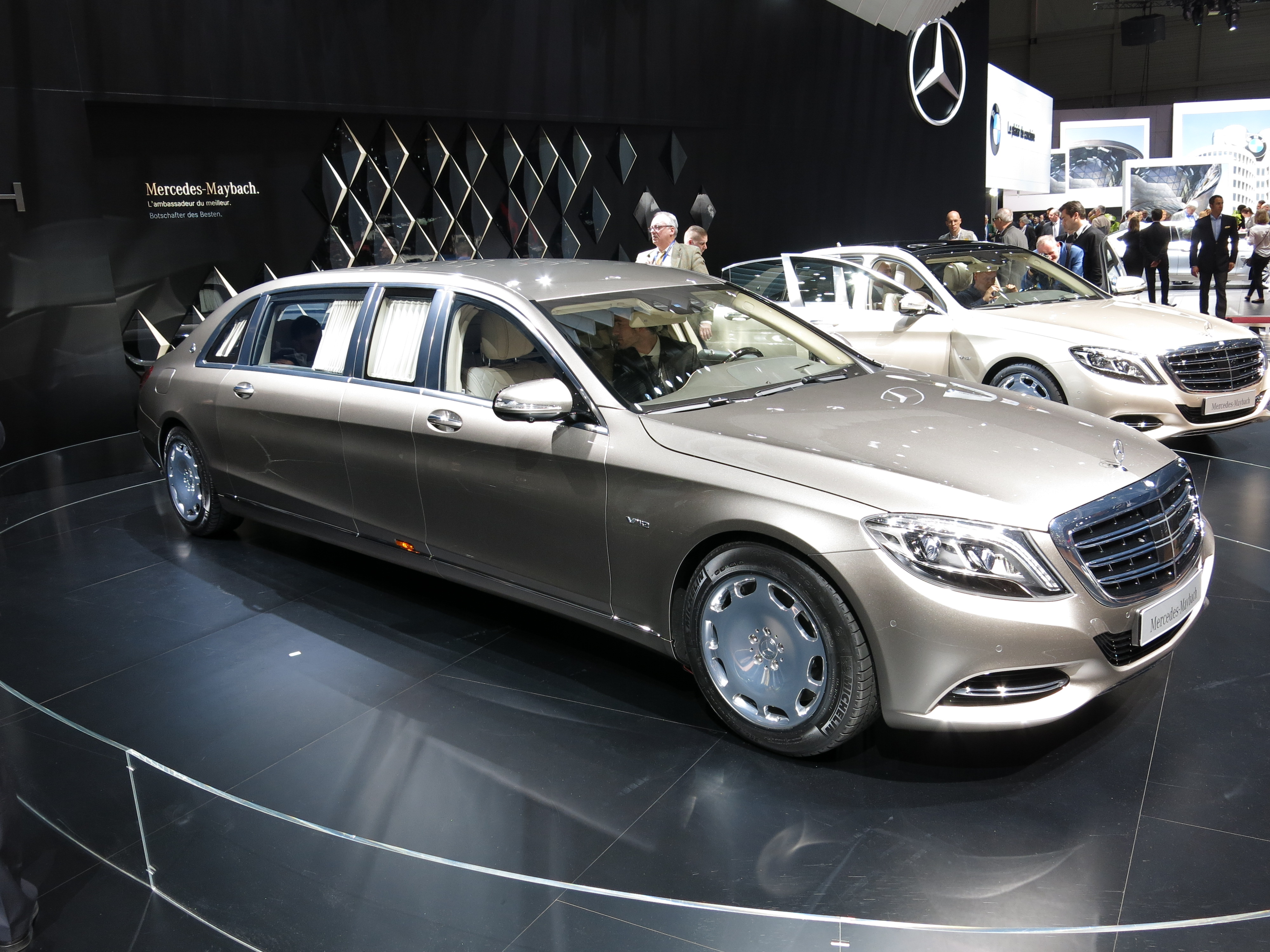
メルセデス・マイバッハ プルマン（2015年）

## 車種一覧

### 現行車種一覧
| エクステリア | シリーズ名                                                 | ボディ形状  | セグメント  | 概要 |
| ------------ | ---------------------------------------------------------- | ----------- | ----------- | ---- |
|              | メルセデス・マイバッハ・Sクラス (Mercedes-Maybach S-Class) | 4ドアセダン | Fセグメント |      |
|              | メルセデス・マイバッハ・GLS (Mercedes-Maybach GLS)         | 5ドアSUV    | Fセグメント |      |
|              | メルセデス・マイバッハ・EQS SUV (Mercedes-Maybach EQS SUV) | 5ドアSUV    | Fセグメント |      |
|              | メルセデス マイバッハ SL 680 (Mercedes-Maybach SL 680)     | 2ドアクーペ | Fセグメント |      |

### 過去の車種一覧
| エクステリア | シリーズ名                                                    | ボディ形状  | セグメント  | 販売時期        |
| ------------ | ------------------------------------------------------------- | ----------- | ----------- | --------------- |
|              | メルセデス・マイバッハ・Sクラス (Mercedes-Maybach S-Class)    | 4ドアセダン | Fセグメント | 2014年 - 2020年 |
|              | マイバッハ・57/62 (Maybach 57/62)                             | 4ドアセダン | Fセグメント | 2002年 - 2013年 |
|              | マイバッハ・62S ランドレー (Maybach 62S Landaulet)            | 4ドアセダン | Fセグメント | 2008年          |
|              | マイバッハ・G650 ランドレー (Mercedes-Maybach G650 Landaulet) | 4ドアSUV    | Fセグメント | 2017年          |
|              | マイバッハ・エクセレロ (Maybach Exelero)                      | 2ドアクーペ | Fセグメント |                 |